# 博斯托尼亞 (加利福尼亞州)
博斯托尼亞（英語：Bostonia）是位於美國加利福尼亞州聖地牙哥縣的一個人口普查指定地區。

## 地理
博斯托尼亞的座標為32°49′08″N 116°57′37″W / 32.81889°N 116.96028°W，而該地最高點為海拔高度148米（即486英尺）。

## 人口
根據2010年美國人口普查的數據，博斯托尼亞的面積為5.00平方千米，均為陸地。當地共有人口15379人，而人口密度為每平方千米3,075人。